# Karlův odpočinek (skalní útvar)
Karlův odpočinek (německy: Karlsruhe) je uměle přitesaná pískovcová převislá skála (v nadmořské výšce 362 m) s vytesanou lavicí nacházející se v podhůří Lužických hor ve	Cvikovské pahorkatině v malém skalním městě tzv. Kunratickém Švýcarsku nedaleko Cvikova v okrese Česká Lípa v Libereckém kraji.

## Historie
Lavice poblíž obce Drnovec byla vytesána do pískovcové skály členy místní sekce Horského spolku (pro nejsevernější Čechy), který ji věnoval z vděčnosti svému předsedovi Karlu Beckertovi. Nad lavicí je do převislé skály vyryt eliptický medailon s odpovídajícím textem. Karel Beckert byl původní profesí řídicím učitelem ve škole v Drnovci (později byl nadučitelem ve výslužbě) a společně s Karlem Bundesmannem (četnickým strážmistrem ve výslužbě) se zasloužili o výtvarná díla v místních pískovcových skalách. Členové Horského spolku se starali o údržbu a značení turistických cest, zajišťovali stavbu laviček a zvelebovali okolí i tak, že nejzajímavější vyhlídky a romantické skalní partie Kunratických skal spojili (5. listopadu 1933) do vycházkového okruhu. Tento okruh byl pojmenován po Karlu Bundesmannovi. Na náklady obce koncem září roku 2014 lavici u Karlova odpočinku pomocí jasanového dřeva zrenovoval Patrik Mataj.

## Popis cesty

### Drnovec – skalní kaple
Ve východní části obce Drnovec začíná žlutě značená místní stezka (spojnice mezi Drnovcem a Kunraticemi), vyznačená na podzim roku 2005. Stezka kopírující starou cestu vede z Drnovce do severní (horní) části Kunratic a prochází mělkým zalesněným údolím. Po průchodu kamenným úvozem zhruba 400 metrů chůze za obcí míjí cesta v pískovcové skále vytesanou Skalní kapli u Kunratic (někdy nazývanou jako Skalní kaple u Drnovce).

### Skalní kaple – rozcestí – Bundesmannova útulna
Po zhruba 170 metrech postupu od skalní kapličky stále východním směrem se žlutá stezka rozděluje lesním rozcestím na severní a východní „větev“. (Úsek vedoucí východním směrem pokračuje do Kunratic, kde končí u odpočinkového místa nazývaného smírčí kříž.) Severní větev žlutě značené cesty pokračuje od rozdvojení a asi po 100 metrech míjí po levé ruce se nacházející skalní věž s názvem Bundesmannova útulna. Bezprostředně za touto věží se žlutě značená cesta stáčí doleva (západním směrem) a je třeba po ní pokračovat cca 80 m.

### Karlův odpočinek
Asi 200 metrů severovýchodním směrem od skalní kaple je v lese nevelká dolinka (obkroužená soustavou skalních masivů), na jejímž konci se již nachází Karlův odpočinek. Poblíž Karlova odpočinku je skalní věž s názvem Beckertův kámen a poněkud dále je pak skalní věž nazývaná Ztracený vodník.

### Karlův odpočinek – jeskyně Waltro
Na konci dolinky s Karlovým odpočinkem pokračuje žlutě značená cesta (věrna svému přívlastku „severní“) dále severním směrem, míjí skalní útvar Blíženci a dále pokračuje (neustále na sever) ke skalní věži Kunratická jehla, která se nachází po pravé straně cesty. U Kunratické jehly se cesta stáčí na severozápad aby se po zhruba 240 metrech chůze od Kunratické jehly dosáhla do těsné blízkosti turisticky přístupné jeskyně Waltro. Za touto jeskyní značená cesta pokračuje již pouze západním směrem a po zhruba 300 metrech končí na silnici spojující Drnovec s Mařeničkami.

## Galerie

Karlův odpočinek
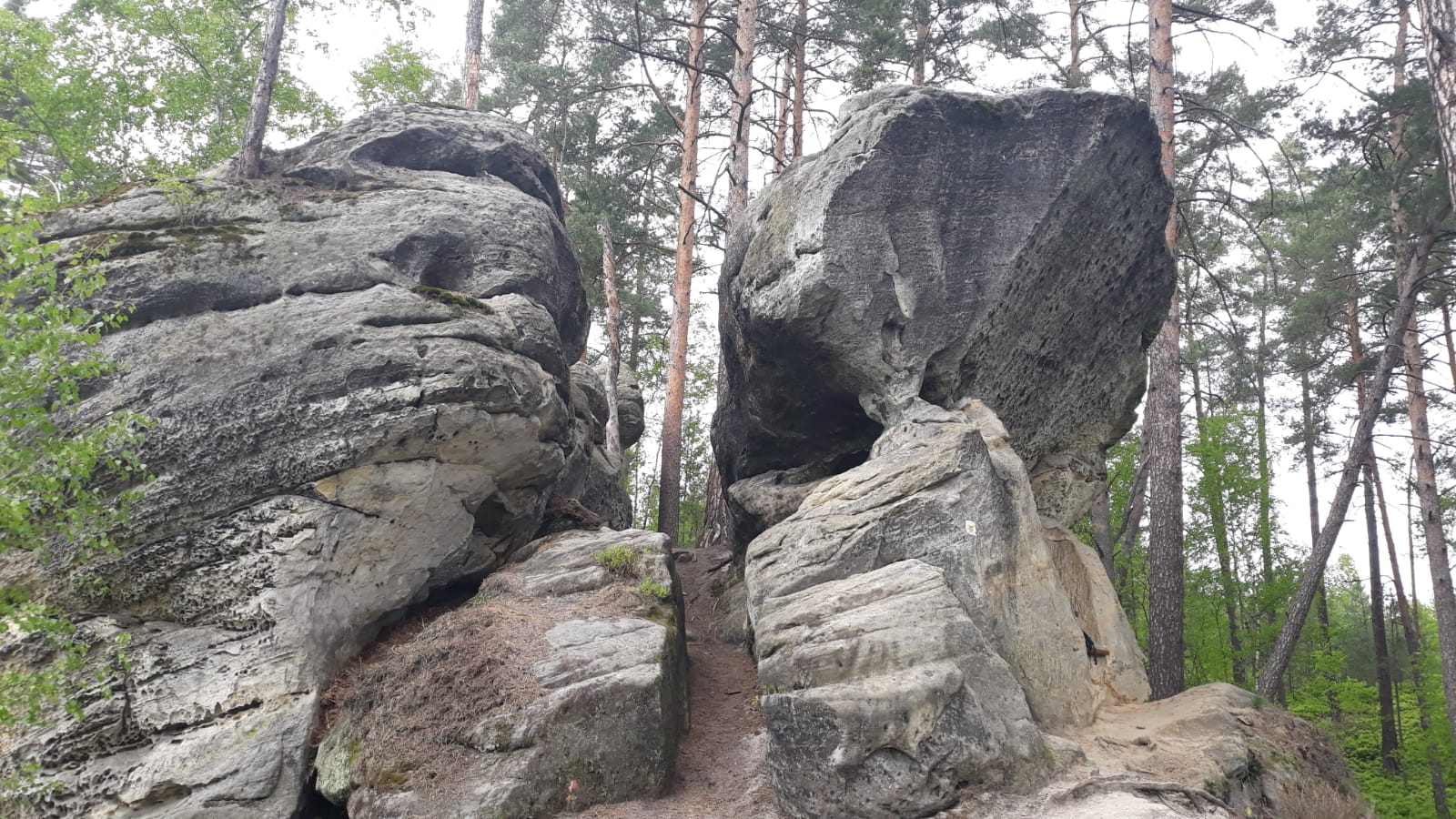
Boční pohled na celý skalní útvar
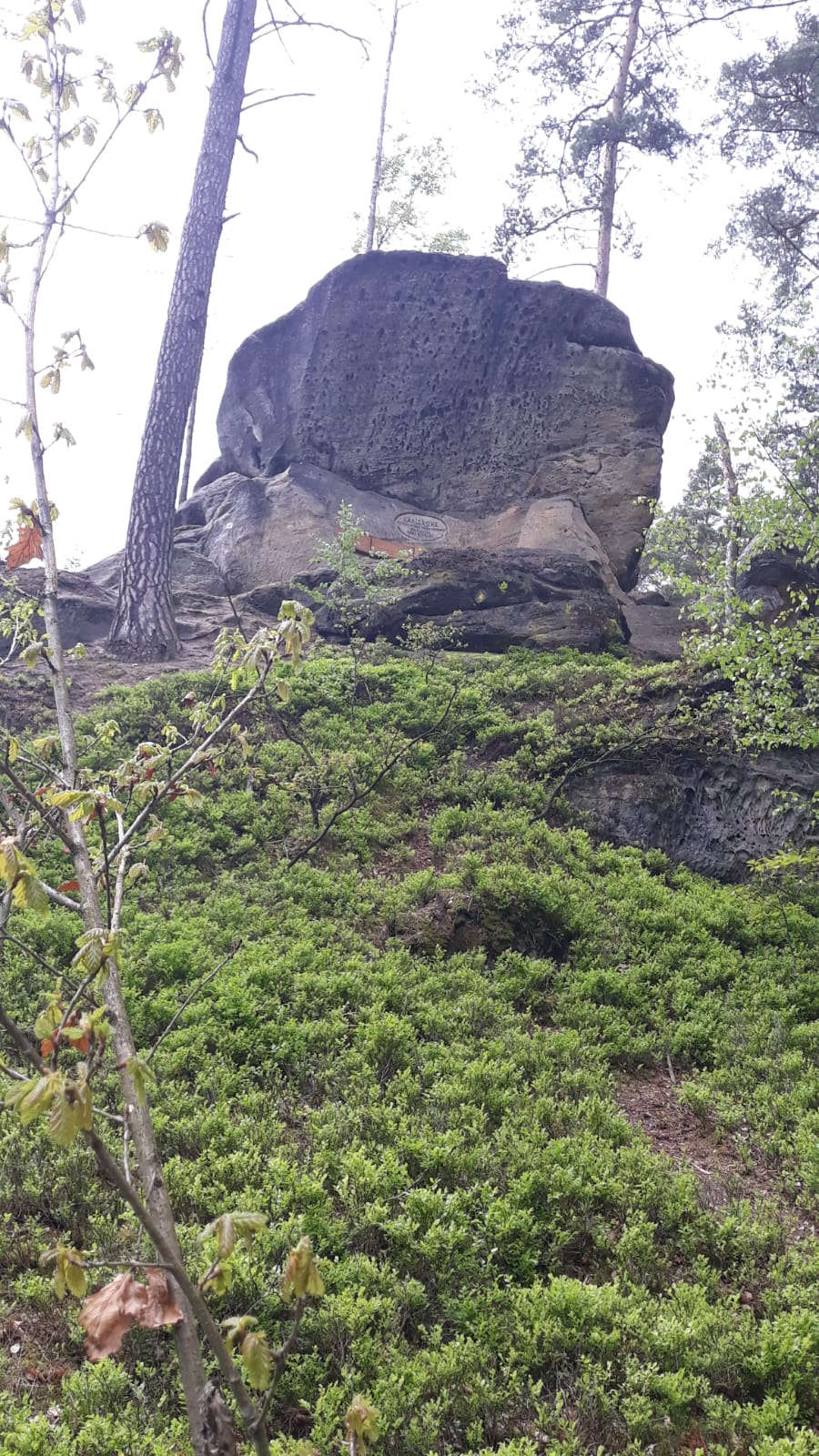
Čelní pohled na skalní převis nad lavicí
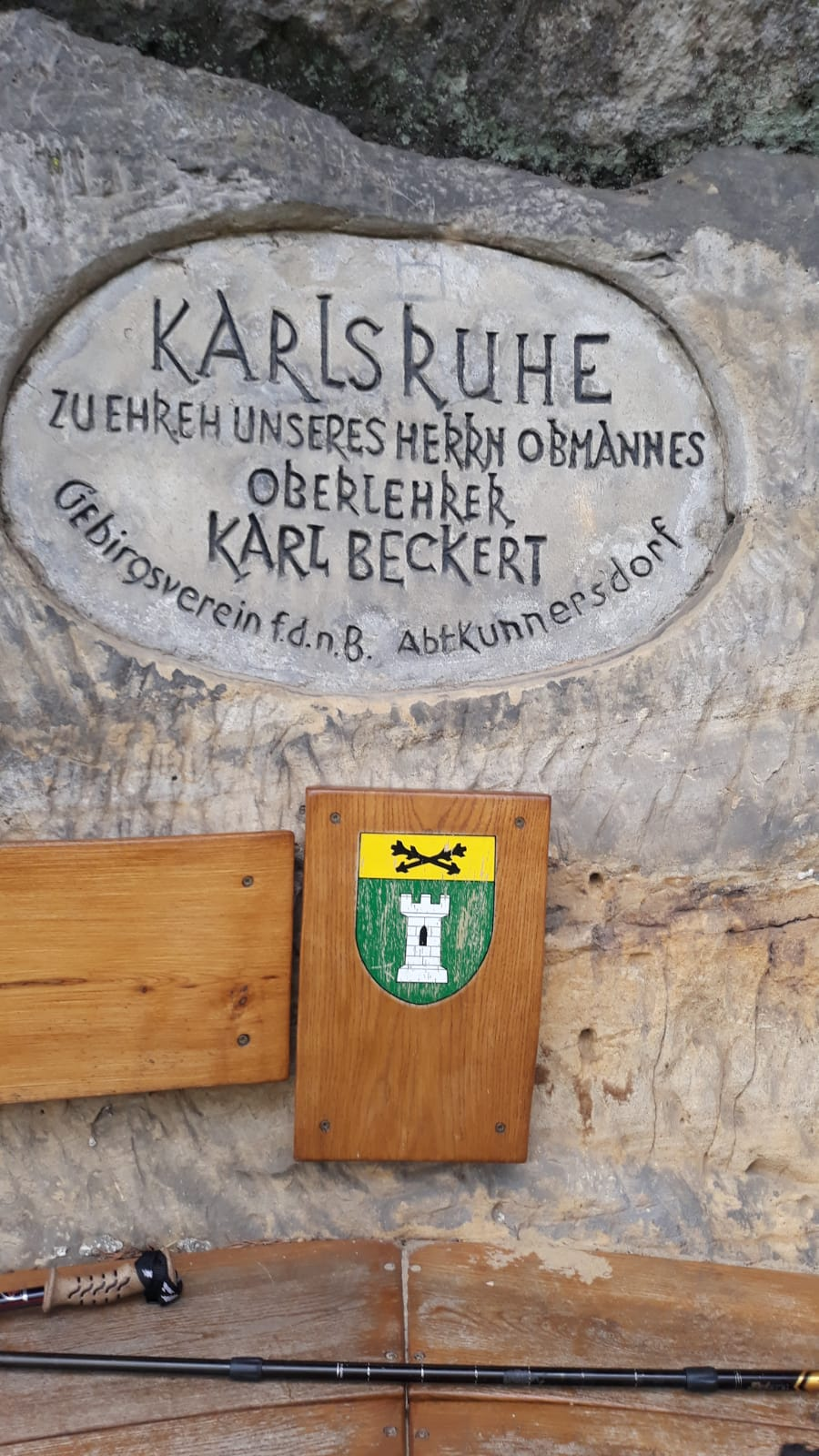
Detail oválného nápisu nad lavicí